# Dalu, Chongqing
Dalu (kinesiska: 大路) är ett stadsdelsdistrikt i sydvästra Kina. Det ligger i stadsdistriktet Bishan i storstadsområdet Chongqing, omkring 39 kilometer nordväst om det centrala stadsdistriktet Yuzhong. Antalet invånare är 48 145. Befolkningen består av 23 503 kvinnor och 24 642 män. Barn under 15 år utgör 16,0 %, vuxna 15-64 år 69 %, och äldre över 65 år 13,0 %.